# Malampa

Bandeira

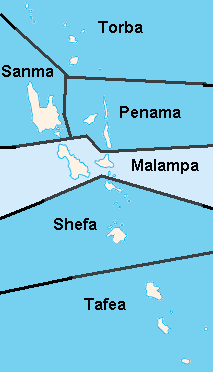
Malampa

Malampa é uma província de Vanuatu, e inclui as ilhas de  Malakula, Vao, Atchim, Ambrym e outras catorze ilhas (em que pelo menos quatro não são habitadas).  Tem uma população dee 36.100 habitantes e uma área de 2.779 km².  Sua capital é  Lakatoro